# Dandi Mahadevi
Pour les articles homonymes, voir Mahadevi (homonymie).
 (juillet 2024).
Dandi Mahadevi (morte en 936) est la reine du royaume indien d'Odisha de 916 à sa mort.

## Biographie
Elle est la fille de Subhakaradeva V et de Gauri Mahadevi.
Lorsque son père meurt, sa mère lui succède. À la mort de sa mère, elle lui succède à la tête du royaume d'Odisha,. Elle a reçu des titres honorifiques tels que « Paramamahesvari », « Paramabhattarika » et « Maharajadhiraja Paramesvari ».
De nombreuses subventions sont préservées après son règne, telles que la subvention Kumurang, les subventions de Santarigrama, Arual, Ambagan et deux à Ganjam. Elle a fait des dons de terres à Uttara Tosali et Dakshina Tosali. Elle est décrite comme gracieuse et dotée de charme, et elle est considérée comme une dirigeante dotée d'une grande autorité. Elle a protégé les frontières de la dynastie Bhaumakara des « rois formidables et hostiles humiliés par ses prouesses ».
Elle meurt en couches et sa belle-mère Vakula Mahadevi lui succède.

## voir aussi